# Jochen Lepper
Jochen Lepper (* 13. Juni 1941 in Hannover) ist ein deutscher Geologe.

## Leben und Wirken
Jochen Lepper wurde als Sohn des Stabsarztes Carl-August Lepper (1913–1942) und seiner Frau, der Kinderärztin Elisabeth Lepper, geb. Hölscher (1914–2012), in Hannover geboren. Sein Vater fiel im September 1942 vor Stalingrad. Lepper besuchte die Grundschule in Ilten/Han. und Bückeburg und ab Ostern 1951 das Gymnasium Adolfinum in Bückeburg. Sein Abitur legte er im Februar 1961 am Landschulheim am Solling bei Holzminden ab. Seit dem Frühsommer 1961 studierte Lepper Geologie an der Albert-Ludwigs-Universität Freiburg, wo er im Februar 1964 das Vorexamen ablegte. Anschließend setzte er sein Studium an der Universität Würzburg fort, wo er im Dezember 1967 das Diplom-Hauptexamen ablegte. Im Juni 1970 wurde bei Albert Herrmann am Geologischen Institut der Universität Würzburg promoviert. Bis zur Pensionierung war Lepper als Geologe am Niedersächsischen Landesamt für Bodenforschung beschäftigt, wo er neben Kartierungen mit ingenieurgeologischen Untersuchungen für die ICE Neubaustrecke Hannover–Kassel beauftragt war. Er forschte zudem über Steine und Erden als Rohstoffe im südlichen Niedersachsen (u. a. Weserbergland).
Er befasst sich mit Geologie des Weserberglandes (z. B. Solling, Reinhardswald), Natursteinen besonders aus Niedersachsen (Wesersandstein), Buntsandstein-Stratigraphie und auch mit Geologie von Simbabwe sowie mit Quartärgeologie.
Lepper ist wahlberechtigtes Mitglied in der Deutschen Stratigraphischen Subkommission Perm-Trias und Vorsitzender von deren Arbeitsgruppe Buntsandstein. Seit Dezember 1967 ist er mit der Ärztin Ingeborg Lepper, geb. Kurig, verheiratet und hat drei Kinder.

## Schriften
- Die lithologische Untergliederung des Mittleren und Oberen Buntsandsteins der südwestlichen Vorrhön zwischen Brückenau und Fränkischer Saale mit einer geologischen Kartierung im Raum Brückenau. (Würzburg, Univ., Dipl.-Arb., 1967).
- Neue Ergebnisse lithostratigraphisch-fazieller Detail-Untersuchungen im Grenzbereich Mittlerer/Oberer Buntsandstein zwischen Fulda und Neckar. (Würzburg, Univ., Diss., 1970).
- Zur Struktur des Solling-Gewölbes. In: Geologisches Jahrbuch A. Band 51, 1979
- Geologisch-erdgeschichtlicher Abriss der Umgebung von Holzminden. In: Jahrbuch 1985 für den Landkreis Holzminden. Holzminden 1986, S. 3–6
- Geologische Wanderkarte Mittleres Weserbergland mit Naturpark Solling-Vogler 1:100.000 (mit Erläuterungen), Naturhistorische Gesellschaft Hannover 1991 (sowie Beiheft dazu, Naturhistorische Gesellschaft Hannover 1991, 58 Seiten)
- Die Niedersächsischen Naturwerksteine mit besonderer Berücksichtigung des Wesersandsteins. In: Neues Archiv für Niedersachsen. Band 43, 1994, S. 35–41
- Die Hannoverschen Klippen. In: Jahrbuch Kreis Höxter 1994. S. 99–105
- Naturwerksteine in Niedersachsen. In: Zeitschrift für Angewandte Geologie. Band 43, 1997, S. 3–10
- Der Wesersandstein – ein historisches Baumaterial. Vorkommen, materialkundliche Aspekte, Verwendung. In: Berichte zur Denkmalpflege in Niedersachsen. Band 20, 2000, S. 129–132
- mit D. Uhl: Farnreste aus dem Buntsandstein von Bad Karlshafen (Weserbergland) – Fundbericht. In: Ber. Naturhist. Ges. Hannover. Band 143, Hannover 2001, S. 19–26
- Ein Sockel aus Sandstein. Die Geologie des Reinhardswaldes. In: Hermann-Josef Rapp: Reinhardswald. Eine Kulturgeschichte. Euregioverlag 2002, S. 103–133
- mit Heinz-Gerd Röhling, Dietrich Rambow: Der Buntsandstein in der Stratigraphischen Tabelle von Deutschland 2002. In: Newsletters on Stratigraphy. Band 41, 2005, Nr. 1–3, S. 129–142.
- mit Anette Richter: Steine an der Leine. Naturwerksteine im Stadtbild von Hannover. Schweizerbart, Stuttgart 2010.
- mit Michaela Dominik: Steinzeugen aus 500 Millionen Jahren Erdgeschichte im Park der Sinne Laatzen. Schweizerbart, Stuttgartc2012. (Beschreibung der Gesteine im Steingarten des für die Expo 2000 hergestellten Park der Sinne)
- Herausgeber mit Heinz-Gerd Röhling, Dietrich Rambow für die Subkommission Perm-Trias: Stratigraphie von Deutschland XI: Buntsandstein, Schriftenreihe der Deutschen Gesellschaft für Geowissenschaften, Schweizerbart, Stuttgart 2014.

Von Lepper stammen Geologische Karten 1:25.000 von Karlshafen (Blatt 4322, 1976), Sarstedt (Blatt 3725, 1984) und Uslar (Blatt 4323, 1977).